# Nieuwjaarsduik

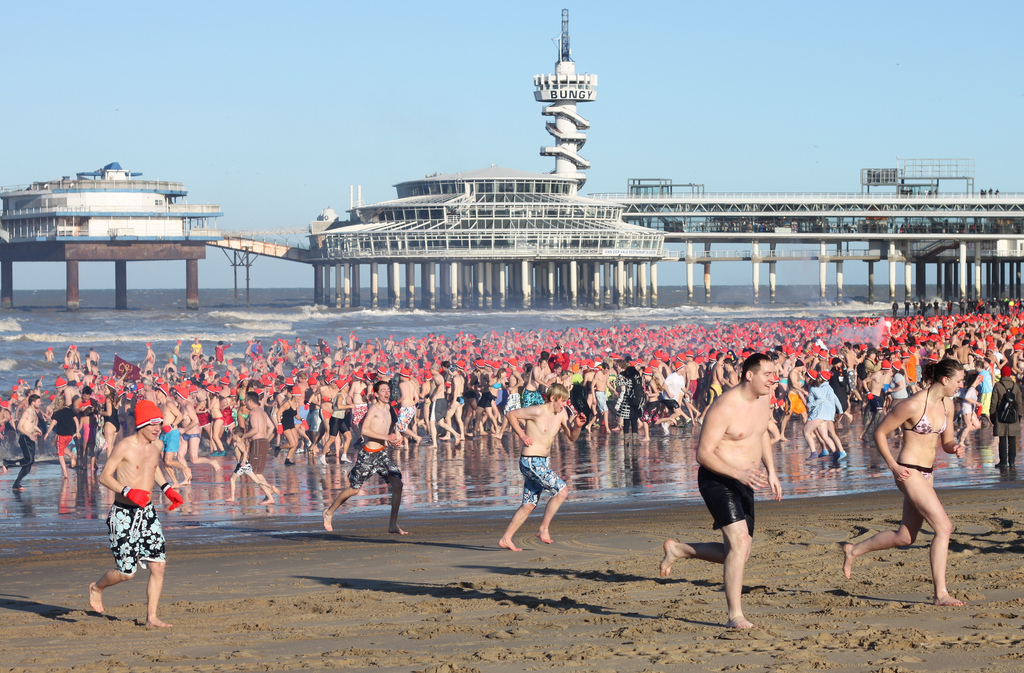
Nieuwjaarsduik in Scheveningen (2010)

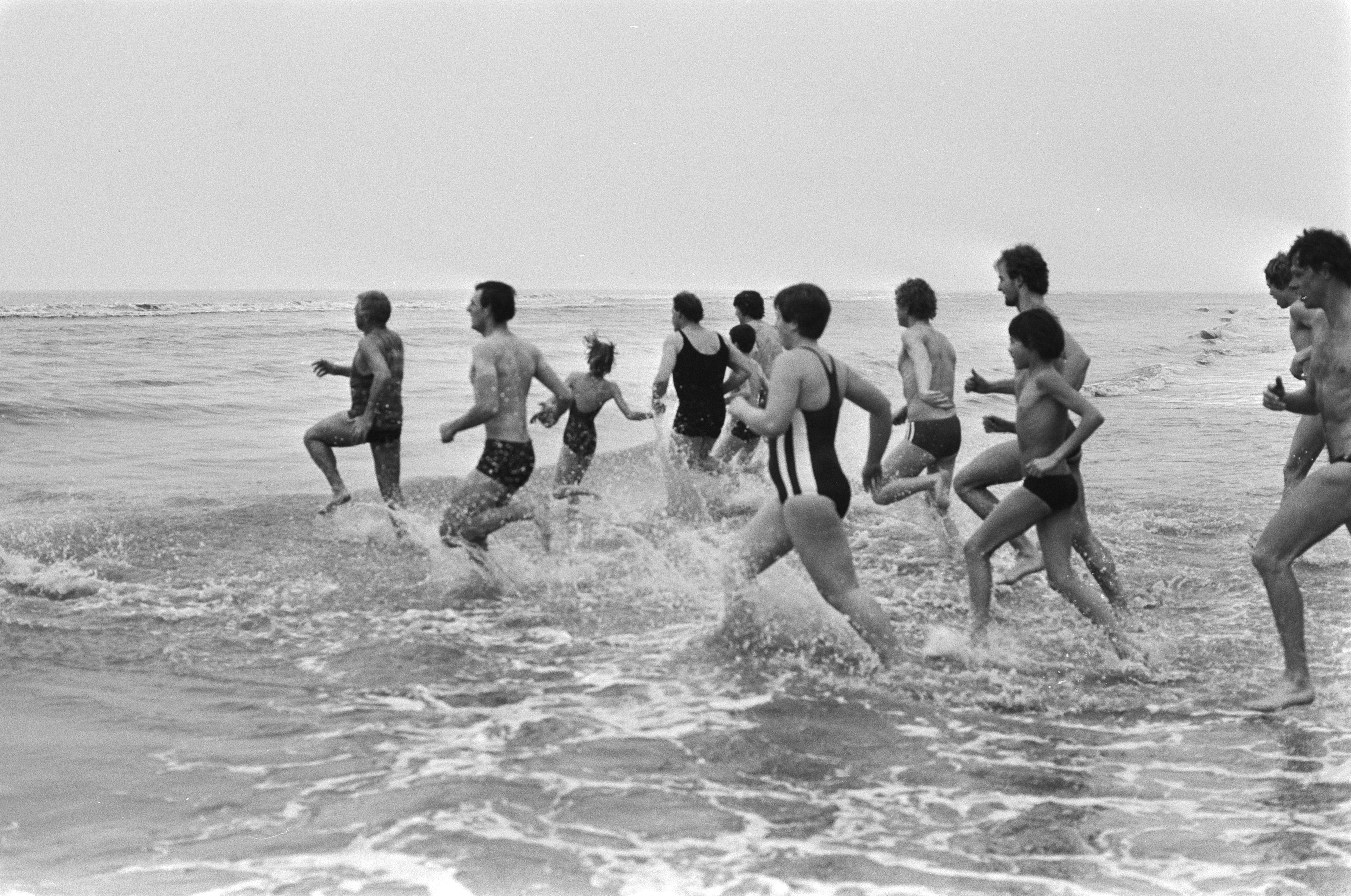
Nieuwjaarsduik in Zandvoort (1982)

De nieuwjaarsduik is een jaarlijks rond de jaarwisseling georganiseerde gezamenlijke sprong in open water. Meestal geschiedt dit op nieuwjaarsdag, soms ook op een andere datum in januari of december, bijvoorbeeld in Engeland op tweede kerstdag, Boxing Day. In Voorthuizen op de laatste zaterdag van het jaar.
De uitdaging bestaat erin dat men op een koude winterdag een duik in het (koude) water neemt. Er wordt meestal niet werkelijk gedoken (met het hoofd vooruit), op het strand en veel andere plaatsen zou dat niet mogelijk zijn. Meestal holt men het water in en er (snel) weer uit.
Vooral in Nederland is het een traditie geworden en op vele plaatsen wordt de nieuwjaarsduik gehouden. Ook in veel andere landen, onder andere in Noord-Amerika (Polar Bear Plunge), Duitsland (Neujahrstauchen, Anbaden) met de bekendste in Ingelheim am Rhein en in België met de bekendste in Oostende, worden nieuwjaarsduiken georganiseerd, maar Nederland heeft de meeste nieuwjaarsduikplekken en het grootste aantal deelnemers. Zowel aan de Noordzeestranden als bij strandjes langs binnenwateren worden door het land verspreid nieuwjaarsduiken georganiseerd.
In 2025 werden er verspreid over heel Nederland 178 nieuwjaarsduiken (waarvan 16 naturistisch) aangekondigd (een deel ging niet door wegens harde wind).
Een van de oudste nieuwjaarsduiken vindt plaats in Canada. Daar organiseert Vancouver Polar Bear Swim Club sinds 1920 jaarlijks een nieuwjaarsduik. Initiatiefnemer was Peter Pantages. Bij de eerste editie waren er tien deelnemers. In 2000 waren er 2128 deelnemers, een recordaantal.

## Nederland

### Zandvoort
De oudste nieuwjaarsduik van Nederland wordt in Zandvoort georganiseerd. In 1960 begon daar Ok van Batenburg met een groep zwemmers van Njord '59 uit Haarlem met de traditie die ondertussen navolging kent in vele badplaatsen.

### Scheveningen
De duik in Scheveningen begon in 1965 op initiatief van Jan van Scheijndel, de oud-Kanaalzwemmer van de Haagse zwemclub Sport Na Arbeid (SNA), later opgegaan in Zwemclub Residentie. Er waren toen zeven deelnemers.
In de loop van de tijd groeide de nieuwjaarsduik van enkele excentrieke fanatiekelingen uit tot een massaal evenement. Het aantal deelnemers in Scheveningen schommelt sinds 1999 tussen 7000 en 10 000 (maximumaantal deelnemers).

### 2012
De traditionele nieuwjaarsduik, die op 89 locaties in Nederland werd georganiseerd, trok op 1 januari 2012 een recordaantal deelnemers van 36 000, dat is 12 000 meer dan het jaar daarvoor. Dit is te danken aan het zachte weer (13 °C) en het relatief warme water van deze nieuwjaarsdag.

### 2014
Op 1 januari 2014 namen totaal zo'n 46 000 mensen een nieuwjaarsduik op 125 verschillende locaties in Nederland. De grootste drukte was zoals ieder jaar in Scheveningen waar 10.000 mensen het water in gingen dat een temperatuur had van 8 °C.
Op 1 juni 2014 werd in het kader van het WK-voetbal in Brazilië in Scheveningen een variant op deze duik gehouden, de WK-duik. Hierbij namen mensen in oranje badpakken met gele bandjes een duik in de Noordzee om gezamenlijk de aftrap te geven voor het WK. Deze duik werd gesponsord door bandenbedrijf Continental.

### Sponsoring
Deelname is soms gratis, maar er kan ook om een donatie worden gevraagd, die dan naar een goed doel gaat. 
Veel Nederlandse nieuwjaarsduiken worden gesponsord door Unox. Alle deelnemers krijgen een oranje muts. Deze muts heeft ook een veiligheidsfunctie: als er een eenzame muts in het water achterblijft is het alarm voor de (altijd aanwezige) reddingswerkers. De deelnemers krijgen dan ook de instructie dat ze de muts mee terug moeten nemen. Unox zorgt verder voor snert en oliebollen. De duikers krijgen een certificaat mee naar huis.
In Egmond aan Zee is Hotel Zuiderduin de sponsor, wat te zien is aan de mutsen, die door sommigen als collector's item worden beschouwd.
Er worden ook nieuwjaarsduiken georganiseerd op naturistenstranden. Deze worden evenmin door Unox gesponsord.

## Verloop
De deelnemers melden zich aan, waarbij ze een muts en een oorkonde krijgen. Er zijn vaak tenten voor het verkleden. Aan een Nederlands strand start het evenement bij de duinenrij. Voorafgaand aan de duik wordt een massale gymnastiekoefening gehouden. Vaak is er een toespraak door een burgemeester of wethouder. Daarna wordt afgeteld - 5, 4, 3, 2, 1 - en lopen of rennen de deelnemers naar het water. Bij laagwater kan de afstand nog 100 of 200 meter zijn.

## Kleding
De meeste deelnemers dragen een traditionele zwembroek of zwempak, maar er zijn er ook met een carnavaleske outfit. Soms worden er prijzen uitgeloofd voor de origineelste kleding. In Duitsland zie je vaak iemand die verkleed is als kerstman, Neptunus of Willem Tell en het is daar niet opmerkelijk als sommige deelnemers helemaal bloot zijn.

## Soms gaat het niet door
In 2007 werd op advies van brandweer, politie, reddingsbrigade, gezondheidsdiensten en de gemeente de nieuwjaarsduik in Scheveningen voor de eerste keer in 39 jaar afgelast vanwege het slechte weer. Ook de duik in Wierden (Het Lageveld) ging niet door, maar hier was het vanwege de blauwalg die zich in de zomer had ontwikkeld en die door het warme herfstweer nog niet was verdwenen. In Helmond werd de eerste nieuwjaarsduik op het allerlaatste moment afgelast vanwege onvoldoende doorzicht, maar hij ging officieus toch door.
In 2021 en 2022 werden veel nieuwjaarsduiken afgelast vanwege de coronapandemie die in 2020 uitbrak en Nederland tot twee keer toe rond nieuwjaarsdag lamlegde. 
In 2025 werden de nieuwjaarsduiken in de Noordzee, inclusief die in Scheveningen, afgelast vanwege de sterke wind en hoge golven. Hierdoor was het te gevaarlijk om een duik in de zee te nemen.  Op binnenwateren in het binnenland gingen de duiken veelal wel door omdat daar minder wind was en daardoor minder golfslag.